# Wouter van Wijk
Wouter van Wijk (Zeist, 16 april 1913 - Amersfoort, 5 februari 1945) was een Nederlandse verzetsstrijder gedurende de Tweede Wereldoorlog. Hij was gedurende de oorlog opzichter bij N.V. Provinciale Waterleiding.

## Levensloop
Van Wijk raakte in 1941, het tweede jaar van de oorlog, betrokken bij het verzetswerk. In eerste instantie maakte hij plattegronden van verschillende distributiekantoren, die gebruikt werden voor overvallen. Ook maakte hij sleutels na. Later nam Van Wijk zelf deel aan meerdere overvallen. Ook zou hij persoonsbewijzen hebben vervalst en betrokken zijn geweest bij het onderbrengen van onderduikers.
Zijn vader was hoofd van de Binnenlandse Strijdkrachten in Zeist. In september 1944 dook Van Wijk ook op in Zeist en werd ondercommandant van de lokale BS. Op 11 december 1944 werd hij thuis gearresteerd, maar op basis waarvan is onduidelijk.  Nadat een Amersfoortse verzetsploeg  een seinwachtershuisje had opgeblazen, werd hij op 5 februari 1945 met 19 anderen als represaille doodgeschoten.